# Gaët's
Gaët's, né Gaëtan Petit en 1986 à Rouen, est un scénariste et éditeur de bande dessinée français notamment de la série à succès RIP aux éditions Petit à Petit.
Il est lauréat du prix SNCF du polar 2013, catégorie bande dessinée, pour un léger bruit dans le moteur, adaptation en BD du roman éponyme de Jean-Luc Luciani, ainsi que du prix quais du polar 2020 bande dessinée pour l'album RIP - Maurice - Les mouches suivent toujours les charognes.

## Biographie
Né en 1986 à Rouen, Gaët's est scénariste de bande dessinée, avec une préférence marquée pour le rock dans la BD, les adaptations de contes et les polars et il est également soigneur animalier en parc zoologique auprès de toutes les espèces animales mais plus particulièrement les rhinocéros et les éléphants.
Il travaille actuellement sur divers projets chez différents éditeurs: Editions Petit à Petit, Editions Glenat, Editions Dupuis, Editions Le Lombard...

## Œuvres
- 2007 : Les Chansons de Charlélie Couture en bandes dessinées, dessins collectifs, Petit à Petit, collection  Chansons et poèmes en BD,  (ISBN 978-2-84949-099-0)
- 2007 : Les Chansons de Thomas Fersen en bandes dessinées, dessins collectifs, Petit à Petit, collection  Chansons et poèmes en BD,  (ISBN 978-2-84949-103-4) (BNF 41174916)
- 2008 : The Beatles en bandes dessinées (scénario)[2], collectif (dessin), Petit à Petit,  (ISBN 978-2-84949-146-1)
- 2008 : Les Contes de Perrault en bandes dessinées, dessins collectifs, Petit à Petit,  (ISBN 978-2-84949-118-8)
- 2008 : Contes arabes en bandes dessinées, dessins collectifs, Petit à Petit, collection Contes du monde
- 2008 : Contes africains en bandes dessinées, dessins collectifs, Petit à Petit, collection Contes du monde  (ISBN 978-2-84949-119-5)
- 2009 : Contes tibétains en bandes dessinées, dessins collectifs, Petit à Petit, collection Contes du monde  (ISBN 978-2-84949-158-4)
- 2009 : Contes et légendes des pays celtes en bandes dessinées, scénario de Gaët's et Thierry Lamy, dessins collectifs, Petit à Petit,  (ISBN 978-2-84949-171-3)
- 2009 : Bob Marley en bandes dessinées (scénario)[3], dessin : collectif, Petit à Petit,  (ISBN 978-2-84949-160-7)
- 2009 : Nirvana en bandes dessinées[4], dessins collectifs, Petit à Petit,  (ISBN 978-2-84949-179-9)
- 2010 : The Clash en bande dessinée, scénario de Jean-Philippe Gonot, dessins de Gaët's, La Martinière, collection Petit à Petit,  (ISBN 978-2-84949-189-8)
- 2011 : Jean de La Fontaine en bandes dessinées, dessins collectifs, Petit à Petit, collection Poèmes en bandes dessinées,  (ISBN 978-2-84949-219-2)
- 2011 : The Doors en bandes dessinées[5], dessins collectifs, éditions J-L Fetjaine,  (ISBN 978-2-354-25277-9)
- 2012 : Indochine. La BD (scénario)[6], dessin : collectif, éditions J-L Fetjaine  (ISBN 978-2-354-25278-6)
- 2012 : Un léger bruit dans le moteur[7], d'après le roman éponyme de Jean-Luc Luciani, dessins de Jonathan Munoz, Physalis,  (ISBN 978-2-366-40007-6), réédition en 2017[8],[9]
- 2012 : Mystères et secrets du Titanic, scénario et dessins de Gaët's, éditions J-L Fetjaine,  (ISBN 978-2-35425-388-2)
- The Beatles

2012 : 2. De la Beatlemania à Sgt Pepper's, collectif (dessin), scénario de Gaët's, éditions Fetjaine  (ISBN 978-2-354-25363-9)
2012 : 3. De Sgt Pepper's à Let it be, collectif (dessin), scénario de Gaët's, éditions J-L Fetjaine  (ISBN 978-2-354-25385-1)
- RIP

2018 : 1. Derrick - Je ne survivrai pas à la mort, dessin de Julien Monier, Petit à Petit  (ISBN 9791095670568)
2019 : 2. Maurice - Les mouches suivent toujours les charognes, dessin de Julien Monier, Petit à Petit  (ISBN 979109567086-5)
2020 : 3. Ahmed - Au mauvais endroit, au mauvais moment, dessin de Julien Monier, Petit à Petit   (ISBN 9782380460414)
2021 : 4. Albert - Prière de rendre l'âme sœur, dessin de Julien Monier, Petit à Petit  (ISBN 9782380460995)
2022 : 5. Fanette - Mal dans la peau des autres, dessin de Julien Monier, Petit à Petit  (ISBN 9782380461381)
2023 : 6. Eugène - Toutes les bonnes choses ont une fin, dessin de Julien Monier, Petit à Petit  (ISBN 9782380461787)
2024 : Vol 1 - Ce que la vie nous offre... , dessin de Julien Monier, Petit à Petit  (ISBN 9782380463651)
2024 : Vol 2 - ... la mort nous le reprend, dessin de Julien Monier, Petit à Petit  (ISBN 9782380463668)
- 2019 : Catamount tome 3 - La justice des corbeaux, dessin de Benjamin Blasco Martinez  (ISBN 9791095670575)
- 2021 : Catamount tome 4 - La redemption de Catamount, dessin de Benjamin Blasco Martinez  (ISBN 9782380460810)
- 2022 : Des animaux et des Hommes, scenario Gaet's, dessins collectifs, Petit à Petit  (ISBN 9782380461183)
- 2023 : Auprès des animaux, scenario Gaet's, dessins collectifs, Petit à Petit  (ISBN 9782380461701)
- 2024 : Dinodyssée tome 1 - Les copains d'abord, dessin de Clotilde Goubely, Editions Le Lombard  (ISBN 9782808212496)

## Distinctions
- Prix SNCF du polar 2013 catégorie bande dessinée, avec Jonathan Munoz, pour Un léger bruit dans le moteur[11].
- Prix de la bande dessinée polar 2020, avec Julien Monier, pour RIP - tome 2. Maurice - Les mouches suivent toujours les charognes[12].
- Prix Bulle de Sang d'Encre 2019 - Vienne, avec Julien Monier, pour RIP - tome 1  Derrick - Je ne survivrai pas à la mort
- Prix Ancres Noires 2019 - Le Havre, avec Julien Monier, pour RIP - tome 1 Derrick - Je ne survivrai pas à la mort
- Prix Bulot d'or de Dieppe- Catégorie  scénariste 2020